# Philippia hybrida
Philippia hybrida is een slakkensoort uit de familie Architectonicidae. De wetenschappelijke naam werd in 1758 gepubliceerd door Carl Linnaeus in de tiende editie van Systema naturae.